# Moxostoma erythrurum
Moxostoma erythrurum is een straalvinnige vissensoort uit de familie van de zuigkarpers (Catostomidae). De wetenschappelijke naam van de soort werd voor het eerst geldig gepubliceerd in 1818 door Constantine Samuel Rafinesque.